# Demetrio Korsi
Demetrio Korsi (ur. 13 stycznia 1899 w Panamie, zm. 30 października 1957 tamże) – panamski poeta, dyplomata i dziennikarz.

## Życiorys
Urodził się w Panamie, we wciąż należącym do Kolumbii departamencie Panamy. Jego ojciec był Grekiem, matka natomiast Panamką. Studiował medycynę i prawo, nauki jednakże nie ukończył ze względów zdrowotnych. Wcześnie rozpoczął aktywność literacką, w 1916 jego wiersze znalazły się w zestawionej przez Octavia Méndeza Pereirę antologii Parnaso Panameño. Jego poezja skupia się na opisie panamskiej rzeczywistości, odwołuje się do wydarzeń historycznych, odznacza się również poczuciem humoru. Opublikował szereg książek poetyckich, w tym  Los pájaros de la montaña (1924), El viento de la montaña (1926), El grillo que cantó sobre el canal (1937), Cambio y otros poemas panameñistas (1941), El grillo que cantó bajo las hélices (1942), Canciones efímeras (1950), Nocturno en gris (1952), Los gringos llegan y la cumbia se va... (1953) czy El tiempo se perdía y todo era lo mismo (1955). W swojej poezji chętnie wykorzystywał panamski folklor, sięgał też do motywów związanych z ludnością rdzenną czy Panamczykami o afrykańskich korzeniach. Założył pismo "Flash Lay", kierował również szeregiem innych pism kulturalnych.
Wiele lat spędził poza granicami kraju, wykonywał obowiązki panamskiego konsula w kilku miastach, między innymi w San Francisco, Kingston i Marsylii. Dwukrotnie żonaty, doczekał się z tych związków czwórki dzieci. Zmarł w rodzinnym mieście, podczas pracy nad jednym z wierszy.